# Soccorso Saloni
Soccorso Saloni (Lecce, 8 maggio 1895 – Losson, 19 giugno 1918) è stato un militare italiano, decorato di Medaglia d'oro al valor militare durante il corso della prima guerra mondiale. Gli è stata dedicata la Scuola Sottufficiali dell'Esercito di Viterbo, dove sono presenti cimeli che lo riguardano.

## Biografia

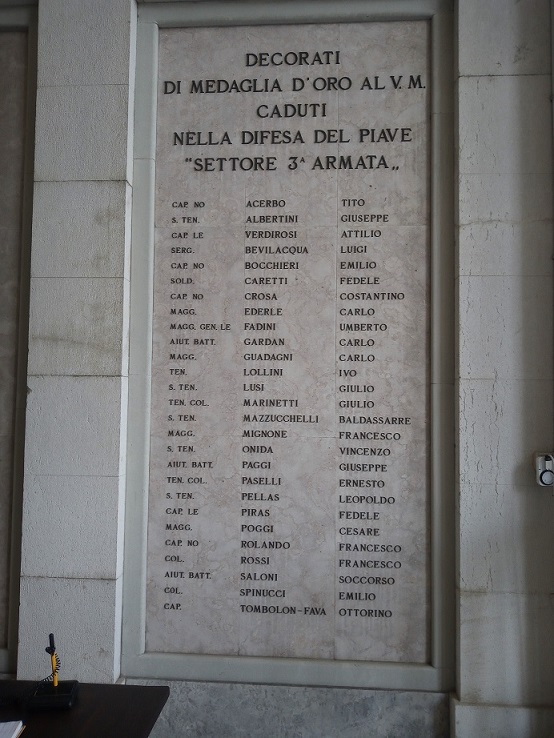
Lapide commemorativa delle Medaglie d'Oro sepolte presso il Sacrario Militare di Fagarè (TV)

Nacque a Lecce l'8 maggio 1895, figlio di Giuseppe e Alice Buri. Dopo aver esercitato il mestiere di tipografo, il 1º febbraio 1915 si arruolò nel Regio Esercito come allievo sergente in forza al 7º Reggimento bersaglieri. All'atto dell'entrata in guerra del Regno d'Italia, avvenuta il 24 maggio dello stesso anno, partì per la zona di operazioni, combattendo in val di Ledro, a Bezzecca, e sul Monte Vies. Trasferito sul fronte della 3ª Armata, e promosso caporale nel mese di luglio, si distinse successivamente nei combattimenti a Quota 144, a Jamiano e Fiondar. Promosso sergente nel gennaio 1916, per il suo comportamento nel corso della decima battaglia dell'Isonzo fu decorato di Medaglia di bronzo al valor militare. Nel luglio dello stesso anno fu trasferito, dietro sua domanda, alla sezione lanciafiamme del XIX Battaglione d'assalto arditi "Fiamme cremisi", combattendo in forza ad esso durante il corso della battaglia di Caporetto, distinguendosi nella testa di ponte di Sagrado, con il compito di proteggere il ripiegamento dei reparti della 3ª Armata mentre oltrepassavano ordinatamente il corso del Tagliamento. 
Dopo il ripiegamento al Piave combatté valorosamente a Cavazuccherina, sul basso corso del fiume, venendo promosso aiutante di battaglia per merito di guerra nell'aprile 1918. Nel maggio 1918 il XIX Reparto d'Assalto mutò il suo numerale in XXIII. il 26 maggio fu decorato di Medaglia d'argento al valor militare per un assalto notturno che portò all'ampliamento della testa di ponte di Caposile.
Rimasto ferito all'inizio dell'offensiva austriaca del giugno 1918, lasciò di sua iniziativa l'ospedale da campo, rientrando al reparto ancora convalescente. Arrivato a Losson, ricevette l'ordine di contrattaccare le posizioni nemiche a Capo d'Argine. Alla testa di una compagnia, superò per primo i reticolati penetrando nelle posizioni nemiche. Ferito una prima volta a un braccio da proiettile di fucile, proseguì nell'assalto trascinando i suoi Arditi alla conquista delle posizioni nemiche, ove cadde colpito a morte da una raffica di mitragliatrice. Per onorarne il coraggio gli fu conferita la Medaglia d'oro al valor militare alla memoria.

### Fonti
1. 1 2 3 4 5 6 7 8 9  Fiamma Cremisi n.4, luglio-agosto 2018, p. 16.
2. 1 2 3 4 5 6 7 8  Combattenti Liberazione.
3. ↑   Saloni Soccorso, su quirinale.it, Presidenza della Repubblica. URL consultato l'8 dicembre 2014.